# Filippo di Piero Strozzi
Filippo di Piero Strozzi (Florència, 1541 – Açores, 27 de juliol de 1582), va ser un condottiero italià de la família florentina dels Strozzi. Va estar al servei de França i va heretar del seu pare Piero Strozzi el títol de Senyor d'Épernay, al qual va afegir el de Senyor de Bressuire i el de Comandant de l'exèrcit francès. Va comandar la força franco-portuguesa a la batalla de l'Illa Terceira, a la costa de Vila Franca do Campo, on va perdre la vida lluitant. Era amic de Pierre de Brantòsme, el qual el va acompanyar en l'expedició per les Açores.

## Biografia
Va néixer el 1541, fill de Piero Strozzi i Laudomia de Mèdici. El seu pare va ser un dels líders del moviment republicà florentí que va topar amb el nou duc Cosme I de Mèdici, al qual va combatre juntament amb els altres exiliats (els fuoriusciti, "fora de la llei") durant el setge de Siena. Quan el pare va tornar a França, protegit per Caterina de Mèdici, va ser nomenat mariscal de França, mentre que el petit Filippo, que tenia set anys, va ser col·locat com a patge del futur Francesc II de França. Va créixer seguint els passos del seu pare i va ingressant a l'exèrcit als 16 anys (1557).
Al Piemont va destacar per la seva habilitat i, degut als seus orígens familiars, aviat va ser ascendit a capità, amb el títol de duc de Guisa, al comandament d'una companyia. Des d'aleshores va estar a l'avantguarda en les nombroses guerres que van esquinçar Europa a la segona meitat del segle XVI.
El 1558 va participar al setge de Calais entre França i Anglaterra, en el qual el seu pare va perdre la vida, deixant-lo en una situació financera difícil, cosa que el va obligar a vendre gran part del patrimoni familiar.
A causa de la relació entre Caterina de Mèdici i la casa reial escocesa, el 1560 va ser enviat a Escòcia per lluitar al costat dels rebels contra els anglesos. El mateix any va obtenir el títol de Senyor d'Epernay.
El 1563 va ser nomenat coronel de la Guàrdia Reial i va presentar noves tècniques militars, amb armes més modernes i tàctiques de la guerra, fent-se notar cada vegada més a la cort i guanyant-se l'estima de la reina mare Caterina.

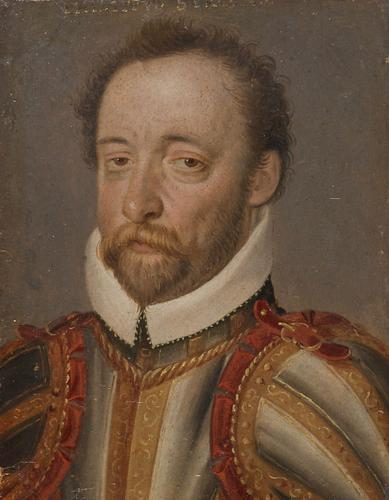
Un altre retrat de Filippo di Piero Strozzi (Museu d'Història de l'Art de Viena).

Quan el 1564 l'Imperi Otomà va creuar el Danubi, amenaçant Viena, Filippo va anar al rescat de l'emperador Maximilià II, participant en les batalles d'Hongria. L'any següent va estar al Setge de Malta, en l'expedició dirigida pel duc de Brissac, a Malta, en ajut dels Cavallers Hospitalers. De Malta va anar a Roma, on va rebre un mandat per continuar la guerra contra els turcs a la mar Adriàtica, però la seva missió va ser la defensa d'Ancona. Quan el perill turc va decaure a la costa italiana, va preparar una campanya contra ells prop de Transsilvània.
Va tornar a França el 1567, on va ser nomenat mariscal de camp de la Guàrdia Reial, i on va prendre part en les guerres de religió contra els hugonots, al final de les quals va esdevenir adjunt al duc de Brignac com a general de les tropes de terra d'infanteria de l'exèrcit francès i, després de la mort del duc, el 1569, les va cobrir de forma exclusiva. Després va participar en la llarga lluita contra els hugonots a les rodalies de La Rochelle. El 1573 va participar en diverses batalles al costat de la Casa d'Orange contra els espanyols.
El 1579 estava de retorn a França, on va ser nomenat cavaller de l'Orde de l'Esperit Sant.
El 1581 va deixar el càrrec de general a canvi de la Senyoria de Bressuire i d'una assignació mensual del rei Antoni I de Portugal, el qual li havia demanat ajuda. La renúncia va ser deguda al fet que no volia implicar França en la disputa entre Portugal i Espanya. Aleshores va crear una formació privada de mercenaris, i el juny de 1582 va salpar de Belle-Isle-en-Terre amb una esquadra francesa, amb la col·laboració de vaixells portuguesos, cap a l'illa Terceira, a les Açores.
La seva flota va arribar uns dies abans que la provinent de Lisboa consistent en uns 60 vaixells de guerra, i van presentar batalla a l'armada espanyola que comptava amb només 25 vaixells (dels quals només dos eren galions). La força espanyola, comandada per Álvaro de Bazán, Marquès de Santa Cruz, va aconseguir una victòria aclaparadora sobre la flota francesa que va quedar pràcticament destruïda, el 26 de juny de 1582, a la costa de Vila Franca do Campo.
A causa del tractat de pau entre França i Espanya, l'expedició d'Strozzi, encara que finançada i propiciada per la reina regent de França, no va ser reconeguda pel rei de França per evitar una guerra oberta amb Felip II, per la qual cosa els presoners van ser tractats com a pirates. Un total de 28 senyors, 52 gentils i 150 soldats i mariners van ser condemnats a mort, mentre que a tots els presoners menors de 18 anys se'ls va commutar la pena de mort.
Filippo di Piero Strozzi, que havia combatut durant tota la jornada contra el galió San Mateo, va rebre ferides mortals durant el combat, després del qual va ser portat al vaixell del Marquès de Santa Cruz, on va morir aquell mateix dia a l'edat de 41 anys.